# Künstlerhaus Nürnberg

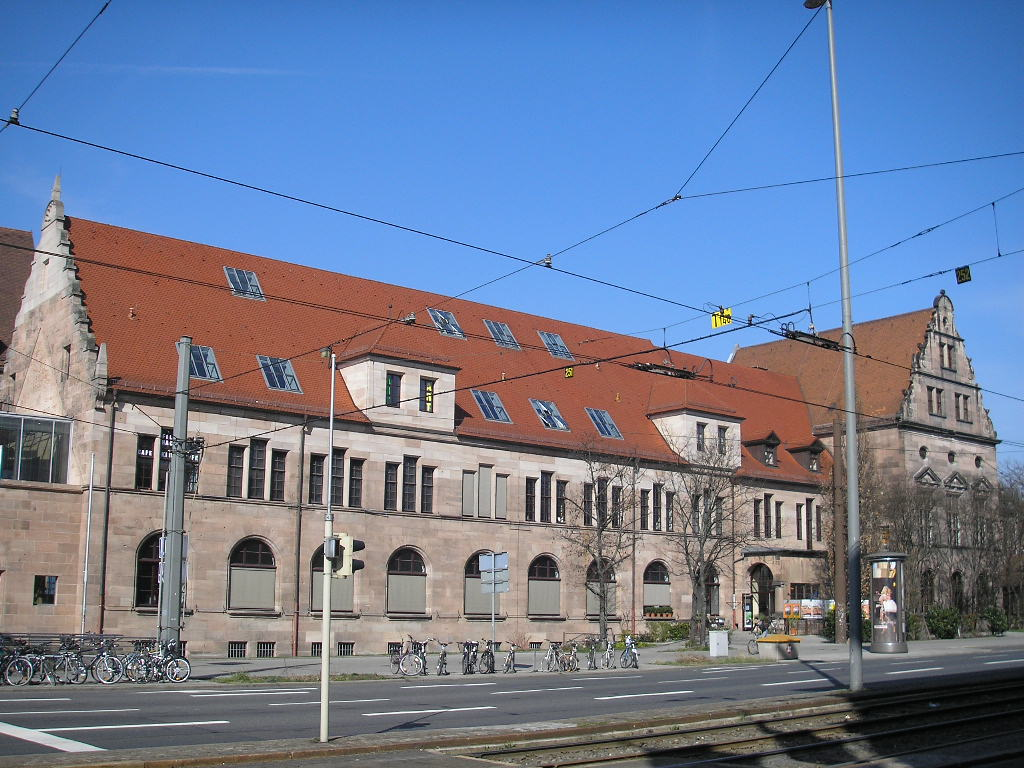
Fassade des Künstlerhauses zum Königstorgraben

Das Künstlerhaus Nürnberg ist ein 1910 errichtetes Gebäude und eine Kultureinrichtung der Stadt Nürnberg mit wechselvoller Geschichte. Es wurde als Künstlerhaus eröffnet, unterlag nach dem Zweiten Weltkrieg verschiedenen Nutzungen und erlangte zwischen 1973 und 1997 als KOMM, eines der ersten selbstverwalteten soziokulturellen Zentren in Deutschland, überregionale Bedeutung. Nach umfassender Sanierung und Neustrukturierung wird es seit dem 4. Dezember 1996 unter städtischer Trägerschaft in Kooperation mit den Vereinen und Gruppen des Hauses weitergeführt, zunächst unter der Bezeichnung K4 und seit Januar 2008 als Teil eines Zusammenschlusses kultureller Einrichtungen unter dem Namen Künstlerhaus im KunstKulturQuartier.

## Lage und Größe

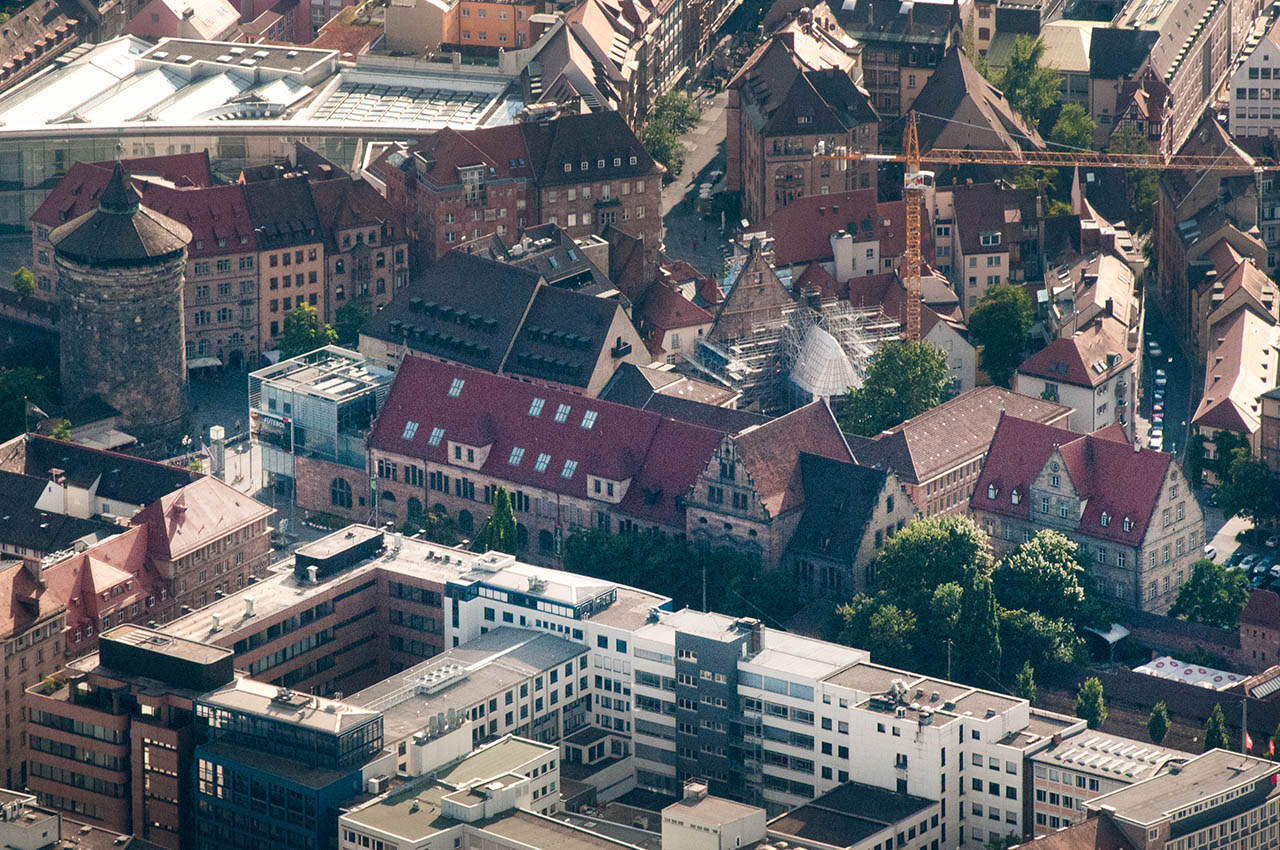
Luftaufnahme, 2014

Das Künstlerhaus liegt gegenüber dem Hauptbahnhof Nürnberg am Eingang in die Altstadt, dem Königstor. Es erstreckt sich von der Königstraße bis zum sogenannten Kulturgarten und wird von der Königstormauer und dem Königstorgraben gesäumt. Die Flächen betragen insgesamt etwa 7000 Quadratmeter und sind mit Ausstellungsräumen, Kinosälen, Werkstätten, Gastronomiebetrieben, Konzert- und Veranstaltungsräumen belegt. Von April 2019 bis 2024 erfolgte eine Generalsanierung des Nordflügels des Künstlerhauses  Für einige Gruppen und Vereine wurden Ausweichspielorte eingerichtet. Das Zentralcafé bespielte vorübergehend eine umgebaute Kantine gegenüber dem Künstlerhaus, die Werkbund Werkstatt Nürnberg sowie weitere Offene Werkstätten sind in der Peuntgasse 5–7 untergebracht.

## Geschichte

### Nürnberger Künstlervereine im 19. Jahrhundert
Bereits in der Mitte des 19. Jahrhunderts entstanden in verschiedenen deutschen Städten die Ideen zu sogenannten Künstlerhäusern. Konzipiert wurden diese von Künstlervereinen, die eine Verbesserung der vorhandenen Möglichkeiten zur Vermittlung und Vermarktung von Werken ihrer Mitglieder suchten und für diesen Zweck geeignete Räumlichkeiten einrichteten. Hier konnten einerseits regelmäßige Ausstellungen zu optimalen Bedingungen gefördert, auf der anderen Seite ein gesellige Zusammenkünfte und Veranstaltungen organisiert werden. Die ersten Künstlerhäuser entstanden 1844 in Stuttgart mit der Glocke, 1856 in Hannover im Museum für Kunst und Wissenschaft und 1857 in Düsseldorf mit dem Malkasten.
Auch in Nürnberg kam die Künstlerhausidee bereits um Mitte des 19. Jahrhunderts auf und wurde erstmals 1867 durch den Oberlandesgerichtsrat Friedrich Dammer veröffentlicht. Für die Umsetzung zählte er auf die in der Stadt beheimateten Künstlervereine, die schon aufgrund ihrer Mitgliederzahlen einen hohen gesellschaftlichen Stellenwert hatten.
Die älteste Künstlervereinigung, der Albrecht-Dürer-Verein, heute Albrecht Dürer Gesellschaft, ging ursprünglich aus der 1792 gegründeten Gesellschaft der Nürnberger Künstler und Kunstfreunde hervor. Er zählte 1867 rund 800 Mitglieder. König Ludwig I. von Bayern gehörte um 1840 zu den Förderern des Vereins. Seine Schirmherrschaft bewirkte, dass die Mitgliederzahl vorübergehend auf 1.600 Personen stieg. Unter ihnen befanden sich wichtige Amts- und Würdenträger. Der Verein hatte seinen Sitz im von der Stadt gemieteten Albrecht-Dürer-Haus, das für die wachsenden Vereinsaktivitäten zu eng wurde. Der damalige Vereinsvorsitzende, Bürgermeister Christoph von Seiler, suchte nach Alternativen. Die Herrentrinkstube diente zeitweise als Ausweichquartier, doch waren viele Mitglieder mit den dort herrschenden Bedingungen unzufrieden. Man sammelte Geld für eigene und gute Ausstellungsräume. 1867 lagen in der Vereinskasse mehr als 10.000 Gulden für diesen Zweck bereit.
Um 1840 bildete sich aus einer Gruppe junger Künstler der Künstlerverein, er zählte um 1855 etwa 35 Mitglieder, unter ihnen der Maler Lorenz Ritter, dessen Bruder Paul Ritter und Karl Jäger. Nach einem viel beachteten Fest auf dem Schmausenbuck im Jahr 1856 zum 385. Geburtstag von Albrecht Dürer, erhielten der Zusammenschluss und seine nachfolgenden Künstlerfeste und Maskenbälle regen Zulauf. Zu den Mitgliedern zählten bald auch betuchte Bürger, die den Verein finanziell unterstützten, einer von ihnen war der jüdische Bankier Anton Kohn.
Schüler der Nürnberger Kunstgewerbeschule taten sich im Dezember des Jahres 1858 zusammen und hoben die Künstlerklause aus der Taufe. Ihr Vorbild war der aus München stammende Direktor der Kunstgewerbeschule August von Kreling. Die Zusammenkünfte fanden in dem Vereinslokal Grauer Kater in der Äußeren Laufer Gasse statt, für die Mitglieder herrschte die Pflicht zur Teilnahme. Zu besonderen Anlässen kleideten sie sich mit einer Art Mönchskutte. Als der Verein auf 80 Mitglieder angewachsen war, versuchte man wegen des Raumproblems die Neuaufnahme restriktiv zu behandeln.
Die Nürnberger Künstler vernetzten sich überregional mit dem 1863 als Ortsverein der Allgemeinen Deutschen Kunstgenossenschaft gegründeten Nürnberger Local Verein der deutschen Kunstgenossenschaft. Das Ziel war die Verbesserung der wirtschaftlichen Situation von berufsmäßigen Künstlern, der Aufbau eines Kunstmarktes und der Austausch von Kunstausstellungen. Der Verein spielte, neben den genannten Vereinen, keine große Rolle, zumal seine Mitglieder in diesen ebenfalls organisiert waren. Doch als Nachrichten- und Informationsbörse gewann er an Bedeutung.
Friedrich Dammer, auf den die Idee eines Nürnberger Künstlerhauses zurückging, war Mitglied der Künstlerklause. In dessen Vereinszeitung Pegasus veröffentlichte er am 11. März 1867 die Forderung nach einem Gebäude für die Künstler mit detaillierter Finanzierungsplanung, illustriert mit dem Entwurf der Giebelseite. Der Plan wurde von der Öffentlichkeit positiv aufgenommen, ein Arbeitsausschuss mit je drei Mitgliedern der Vereine gegründet und nach geeigneten Räumlichkeiten gesucht. Doch bereits im Juni 1867 ließ der Ausschuss die Idee fallen. Hintergrund war eine Intervention von Bürgermeister Seiler als Vorsitzender des Albrecht-Dürer-Vereins, da sein eigenes Projekt Ausstellungsräume im Obergeschoss des Telegrafengebäudes am Hauptmarkt erhalten sollte. Auch Friedrich Dammer beschäftigte sich danach nicht mehr mit der Verwirklichung eines Künstlerhauses, verstärkt suchte er nach einer eigenen Bleibe für die Künstlerklause.

### Planung des Künstlerhauses
Eine Diskussion um das Projekt Künstlerhaus wurde erst ab 1893 wieder aufgenommen, als in München mit dem Bau eines repräsentativen Künstlerhauses, dem heutigen Lenbachhaus begonnen wurde. So bemühte sich der Leiter der Kunstgewerbeschule Karl Hamer um den Zusammenschluss von Künstlerklause und Künstlerverein, scheiterte jedoch am Widerstand der Mitglieder. Der Architekt Otto Seegy entwickelte einen Plan, das ehemalige Zeugmeisterhaus in der Pfannenschmiedsgasse zu einem Gesellschaftshaus der Nürnberger Künstler umzubauen, doch auch diese Idee wurde verworfen. Als letztendliche Geburtsstunde des Nürnberger Künstlerhauses gilt der 29. Oktober 1902. Anlässlich der Einweihung des neuen Neptunbrunnens auf dem Hauptmarkt wurden der Erste Bürgermeister Georg von Schuh und der Hopfengroßhändler Ludwig von Gerngros zu Ehrenmitgliedern des Künstlervereins ernannt, die im Gegenzug eine Stiftung für den Bau gründeten und die ersten Mittel zur Verfügung stellten.
Nach einigen Bauentwürfen und deren Korrekturen nach Diskussionen unter den Künstlervereinen und Einwänden aus dem Innenministerium in München, kam am 11. Dezember 1903, unter der Leitung von Georg von Schuh, der städtische Verwaltungsausschuss zusammen um über das Projekt zu beraten. Der Sitzungsleiter berichtete, dass die Finanzierung in Höhe von 600.000 Mark durch private Spenden in Höhe von 486.000 Mark und den anfallenden Zinsen weitestgehend abgedeckt sei. Es stünde somit ein Kapital von 500.000 Mark bereit. Der Verwaltungsausschuss erkannte einmütig die Bedeutung eines Künstlerheimes für die Nürnberger Kunst und der Situation der Nürnberger Künstler an. Es solle damit ein leistungsfähiger Künstlerstand erhalten bleiben. Auch die Ausstellungen des Albrecht Dürer-Vereins bedürften dringend besserer Räume. Zudem wurde für notwendig erachtet, die städtische Kunstsammlung aus dem Dachgeschoss des Essenweinschen Rathausneubaues in das neue Künstlerhaus zu verlegen. Es wurde beschlossen, zu den Gesamtkosten von 600.000 Mark einen Beitrag der Stadt in Höhe von 100.000 Mark hinzuzugeben und das projektierte Gebäude, anstelle des abzutragenden Salzstadels auf dem Königstorzwinger, entsprechend den Plänen der Architekten Conradin Walther und Otto Seegy zu errichten. Die Aufsicht über die Bauausführung wurde dem städtischen Oberbaurat Karl Weber übertragen. Ihm wurde ein Beirat, der aus den Reihen der Stifter und den beteiligten Künstlerkreisen bestand, zur Seite gestellt. Das Gebäude solle

„mit seiner Errichtung in das Eigentum der den Grund und Boden (Wert: 500.000 Mark) besitzenden Stadt Nürnberg übergehen, die in den vorliegenden Plänen bezeichneten Räume, welche teils im Erdgeschoss und ersten Stock des Hauptgebäudes liegen, dem Albrecht Dürer-Verein, das Künstlerhaus aber den hiesigen Künstler-Vereinigungen für immer bzw. solange dieselben bestehen, unentgeltlich zur Benützung überlassen werden, jedoch unter der Bedingung, dass die Stadt das Recht hat, falls es durch zwingende Gründe geboten erscheint, die Ausstellung des Albrecht Dürer-Vereins und das Künstlerheim in andere, gleich gute und günstige Räume zu verlegen.“

Am 15. Dezember 1903 erhob der Stadtmagistrat das Gutachten des Verwaltungsbauausschusses einstimmig zum Beschluss. Dem schloss sich das Gemeindekollegium in seiner Sitzung vom 22. Dezember 1903 an.

### Der Bau des Künstlerhauses
Als Standort des geplanten Künstlerhauses wurde der Eingang zur Stadt vom Bahnhof her gewählt. Hier war 1892 das Königstor abgebrochen worden und gab so den Blick auf ein 1810 errichtetes Salzlager frei, das sogenannte Salzstadel. Es galt allgemein als schmucklos und plump, wurde nicht mehr für seinen ursprünglichen Zweck benötigt und sollte nun dem neuen Bau weichen. Erste Planungen von Otto Seegy wurden insbesondere vom Innenministerium in München aus denkmalpflegerischen Gesichtspunkten abgelehnt. Der Entwurf des Architekten Conradin Walther, der schließlich genehmigt wurde, sah ein Sandsteingebäude vor, dass sich an die Nürnberger Bauwerke der Spätrenaissance lehnte. Er orientierte sich an Seegys vorgenommene Einteilung in ein Ausstellungsgebäude zur Königstraße hin und ein sich anschließendes Künstlerheim, nahm aber die Anregung der Kommission auf, wonach zur Verbesserung des Stadtbilds „das Ausstellungs- und Hauptgebäude unmittelbar an der Königstorbrücke nicht sofort mit großen Giebeln und vielen Stockwerken in die Höhe gehe, sondern vielmehr mit einem niedrigen Bau beginne, und wenn von diesem Bau bis zum eigentlichen Künstlerheim eine möglichst lange Horizontallinie des Dachfirsts geschaffen würde.“
Im Juli 1905 wurde das Salzstadel abgebrochen, zudem mussten noch einige kleine Lagergebäude sowie ein Teil der Stadtmauer entfernt werden, am 24. März 1906 erfolgte der erste Spatenstich und sodann begannen die eigentlichen Bauarbeiten. Im Mai 1907 konnte mit der Errichtung des Dachs der Rohbau abgeschlossen werden. Der Innenausbau des Ausstellungstrakts konnte 1908 beendet werden, die Vollendung des Gebäudes folgte 1910 mit der Fertigstellung des Künstlerheimes.
Der Haupteingang des als Langbau konzipierten Ausstellungsgebäudes war ein Portalvorbau an der Königstraße, flankiert von zwei Ecktürmen. Über ein Vestibül gelangte man über einige Stufen zu den Ausstellungsräumen der Städtischen Galerie im Erdgeschoss. Diese waren durch zwei Pfeilerreihen der Länge nach in drei Zonen geteilt, von der die mittlere als Durchgang und Aufstellungsort für Skulpturen gedacht war. Die Seitenbereiche waren in je sechs Kabinette geteilt. Im Obergeschoss befand sich ein Oberlichtsaal von 18 Metern Länge und 10 Metern Tiefe, dem drei Seitenkabinette angeschlossen waren. Auch der Albrecht-Dürer-Verein konnte im Obergeschoss über einen Oberlichtsaal und drei Seitenkabinette verfügen. Diese Räumlichkeiten waren über einen separaten Eingang an der Königstormauer und eine Steintreppe zu erreichen.
Die Fassade des sich anschließenden Künstlerheims war lebhafter gegliedert, es verfügte über eigene Eingänge vom Königstorgraben und von der Königstormauer. Zudem führte eine Treppe in einen Biergarten, der von der inneren und der äußeren Stadtmauer begrenzt wurde. Eingerichtet war das Künstlerheim mit Gesellschaftsräumen, den Zimmern der Kunstvereine, einem großen Festsaal und einer verpachteten Gaststätte.
Am 3. Juli 1910 wurde das Künstlerhaus Nürnberg feierlich eingeweiht.

### Die Stifter des Künstlerhauses
Bei Fertigstellung beliefen sich die Kosten für das Künstlerhaus auf knapp eine Million Mark. Die Stadt Nürnberg stellte das Grundstück und einen Beitrag von 100.000 Mark, wie in der Sitzung vom 15. Dezember 1903 beschlossen. Die weiteren finanziellen Mittel zur Errichtung des Gebäudes – 800.000 Mark – stammen aus den Spenden privater Stifter. Diese Mäzene wurden im Rahmen des Einweihungsfestes mit Titeln, insbesondere der des Kommerzienrats, und Orden geehrt, die sie direkt aus der Hand des Prinzregenten Luitpold von Bayern erhielten. Zudem gab der Ausführungsausschuss eine Ehrentafel aus Marmor in Auftrag, in der die Namen der Wohltäter gemeißelt waren.
Die Stifter
| - Siegfried Bach, Konsul und Kommerzienrat. - Georg Albert Beckh, Kommerzienrat. - Heinrich Berolzheimer, Kommerzienrat. - Ignaz Bing, Geheimer Kommerzienrat. - Ferdinand Carl, Magistratsrat und Kommerzienrat. - Friedrich Conradty, Kommerzienrat. - Margarete Denk, Brauereibesitzerswitwe. - Georg Dietz, Kommerzienrat. - Georg Valentin Eckstein, Fabrikbesitzer. - Ernst Faber, Kommerzienrat. - Salomon Forchheimer, Großhändler. - Friedrich Fröscheis, Kommerzienrat. - Ludwig von Gerngros, Geheimer Kommerzienrat und Ehrenbürger der Stadt Nürnberg. - Wilhelm Gerngros, Kommerzienrat. - Johannes Grasser, Kommerzienrat. - Joseph Hopf, Kommerzienrat. - Hans Körper, Kaufmann. | - Raimund Külb, Fabrikbesitzer und Gemeindebevollmächtigter. - Max Landmann, Kommerzienrat. - Georg Leykauf, Kommerzienrat. - Albert Mayer-Dinkel, Kommerzienrat. - Heinrich Metzger, Kommerzienrat. - Ernst Nister, Kommerzienrat. - Oskar von Petri, Geheimer Kommerzienrat und Stifter der späteren Ausstellungshalle (heute Kunsthalle Nürnberg). - Ernst Plank, Kommerzienrat. - Georg Reif, Kommerzienrat. - Jean Reif, Kommerzienrat. - Zacharias Reif, Kommerzienrat. - Georg Schönner, Kommerzienrat. - Wilhelm von Stieber, Geheimer Kommerzienrat. - Max Philipp Tuchmann, Kommerzienrat. Vereinigte Pinselfabriken, Aktiengesellschaft. - Alexander Wacker, Geheimer Kommerzienrat. - Friedrich Karl Zahn, Kommerzienrat und 2. Vorstand des Gemeindekollegiums. |

### Städtische Galerie im Künstlerhaus
Die Städtische Galerie Nürnbergs, die mit der Eröffnung 1910 die Hauptausstellungsfläche im Künstlerhaus belegte, war 1867 im kleinen Rathaussaal mit einer Sammlung von Gemälden, Glasmalereien, Bildwerken und kunstgewerblichen Gegenständen eingerichtet und 1889, nach dem Bau einer Rathauserweiterung, in das dortige obere Stockwerk verlegt worden. Die Sammlung galt als beschränkt, da das Germanische Nationalmuseum die Kunstwerke beanspruchte, die die Entwicklung der deutschen Malerei bis zum Ende des 18. Jahrhunderts zeigten, die Galerie hingegen sich auf die damalige Gegenwartskunst spezialisieren sollte. Das herausragendste Gemälde war die Amazonenschlacht des Malers Anselm Feuerbach, das dessen Witwe der Stadt Nürnberg 1889 vermacht hatte. Es wurde nach dem Umzug an prominenter Stelle im großen Oberlichtsaal des Künstlerhauses ausgestellt. Neben einigen wenigen älteren Werken, wie Joachim von Sandrarts Das Friedensmal im großen Rathaussaal zu Nürnberg oder Johann Dietrich Carl Kreuls Schöne Nürnbergerin, bestand ein großer Teil der Sammlung aus Genre-, Tier- und Landschaftsbildern sowie Stillleben, den meisten davon wiederum lagen historische, historisierende oder landschaftliche Nürnberger Motive zugrunde. Die Ausstellung war jedoch bestimmt von der Rücksichtnahme auf die Stifter, so dass ein Drittel mit Bildnissen und Büsten von Einzelpersönlichkeiten bestückt war.
Ab 1910 wurden große Teile der städtischen Kunstsammlungen im Künstlerhaus präsentiert. Während des Ersten Weltkriegs schloss die Städtische Galerie und eröffnete erst wieder am 16. April 1921. Zuvor war eine Kommission für die Neugestaltung eingesetzt worden, die die Aufgabe hatte, die „zahlreichen künstlerisch wertlosen oder gleichgültigen Bilder zu entfernen“ und die so entstehenden Lücken mit Neuerwerbungen und Leihnahmen zu schließen. So gelangten für längere Zeit Bilder wie Franz Defreggers Ein Kriegsrat Andreas Hofers 1809 oder Albin Egger-Lienz Monumentalgemälde Das Kreuz in die Ausstellung. In den 1920er Jahren wurde der Platz bald knapp – die Arbeiten von Nürnberger und fränkischen Künstlern wurden in die neue „Fränkische Galerie“ ausgelagert. Unter dem nun erstmals verwendeten Namen „Städtische Galerie“ wurden die verbliebenen Gemälde weiterhin im Künstlerhaus ausgestellt. Ende der 1920er Jahre wurde die Sammlung durch die Bemühungen des damaligen Nürnberger Oberbürgermeisters Hermann Luppe um einige Gemälde und Skulpturen des Deutschen Impressionismus und der Moderne ergänzt, so erwarb die Stadt unter anderem die Gemälde Kartoffelbuddler in den Dünen bei Zandvoort in den Niederlanden von Max Liebermann, Damenportrait von Lovis Corinth oder Die Tänzerin Anita Berber von Otto Dix. Weitere Werke von Künstlern wie Hans Purrmann und Wilhelm Trübner ergänzten den Bestand.
1933 wurde der bisherige Leiter der Kunstsammlungen Fritz Traugott Schulz seines Amtes enthoben, an seiner Stelle übernahm Fritz Stahl die Sammlung und sortierte aus dieser Werke aus, die er als „entartet“ ansah. Er organisierte ab em 17. April 1933 eine der ersten als „Schreckenskammer“ bezeichneten Ausstellungen mit diesen Werken und am 23. August 1937 beschlagnahmte er in seiner Eigenschaft als „Landesleiter der Reichskunstkammer von Franken“ über 90 Kunstwerke der Sammlung, darunter Bilder von Lovis Corinth, Otto Dix, Heinrich Nauen, Hans Purrmann und Oskar Kokoschka. Nur zwei dieser 1937 beschlagnahmten Werke, je eines von Max Liebermann und Lovis Corinth, konnten nach dem 2. Weltkrieg wieder angekauft für die Städtischen Sammlungen werden; der größte Teil der Bilder gilt heute als zerstört.

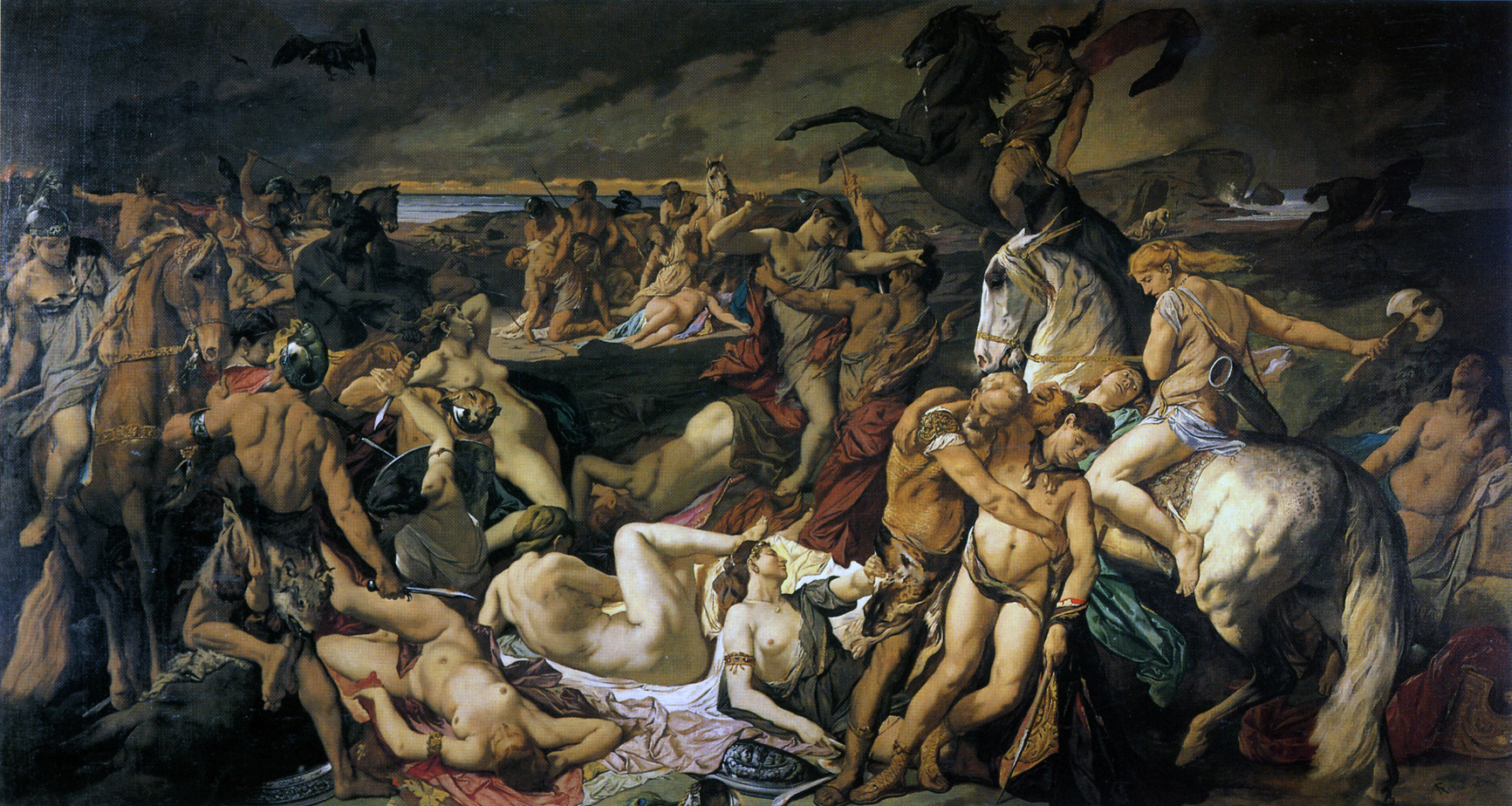
Anselm Feuerbach: Amazonenschlacht
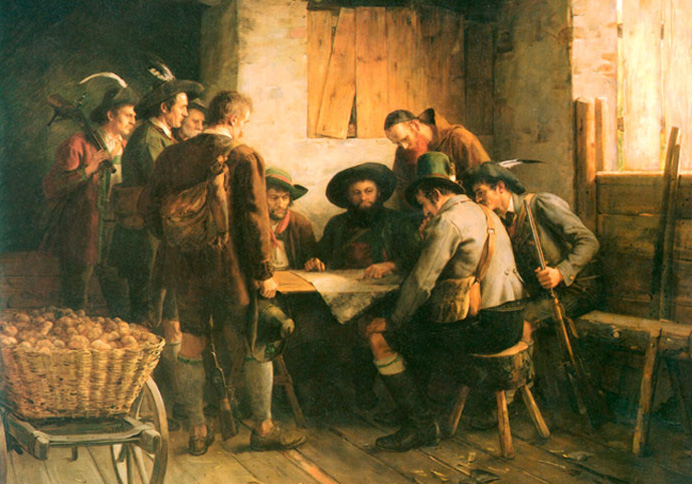
Franz von Defregger: Ein Kriegsrat Andreas Hofers 1809
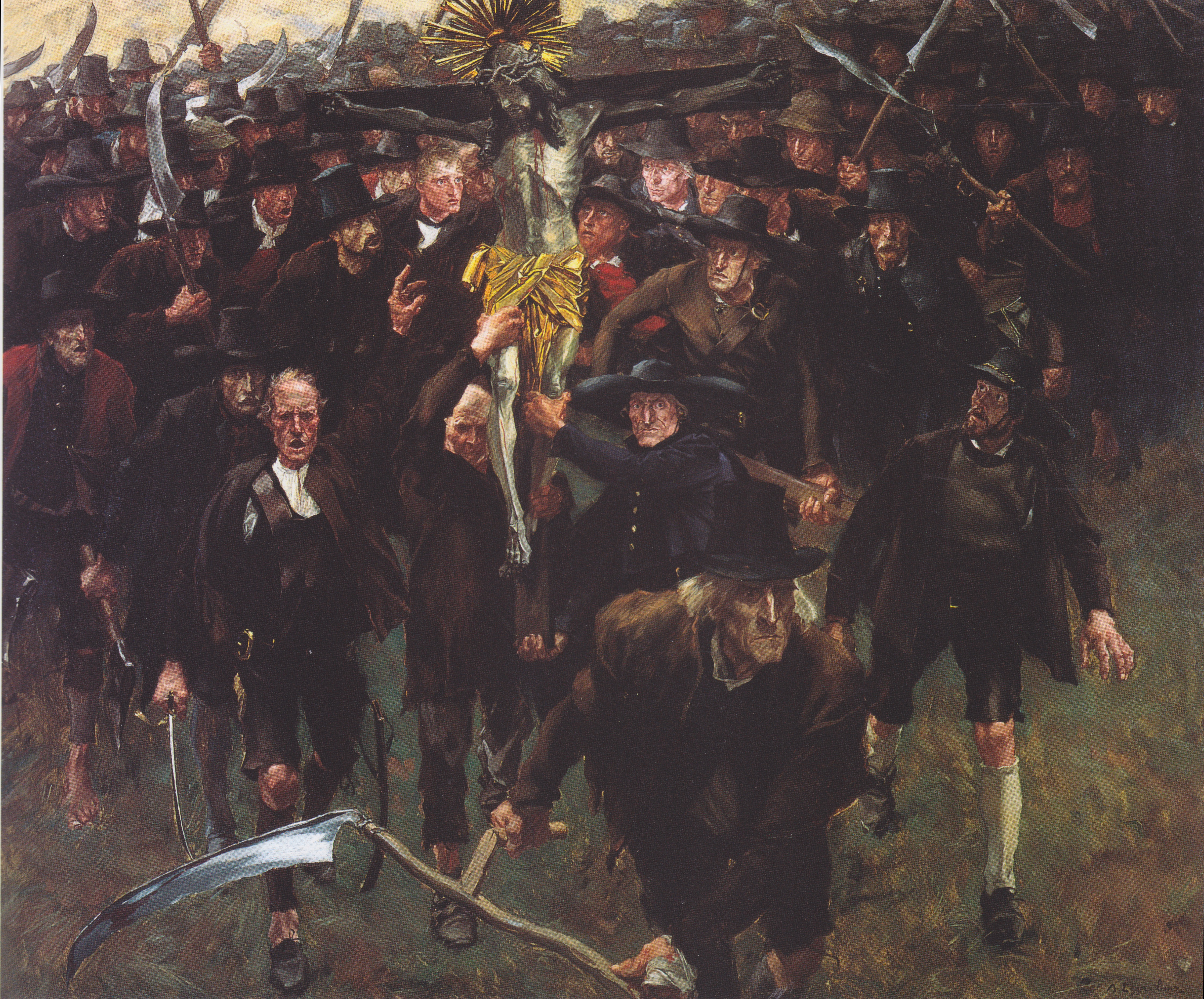
Albin Egger-Lienz: Das Kreuz

## Künstlerhaus im KunstKulturQuartier

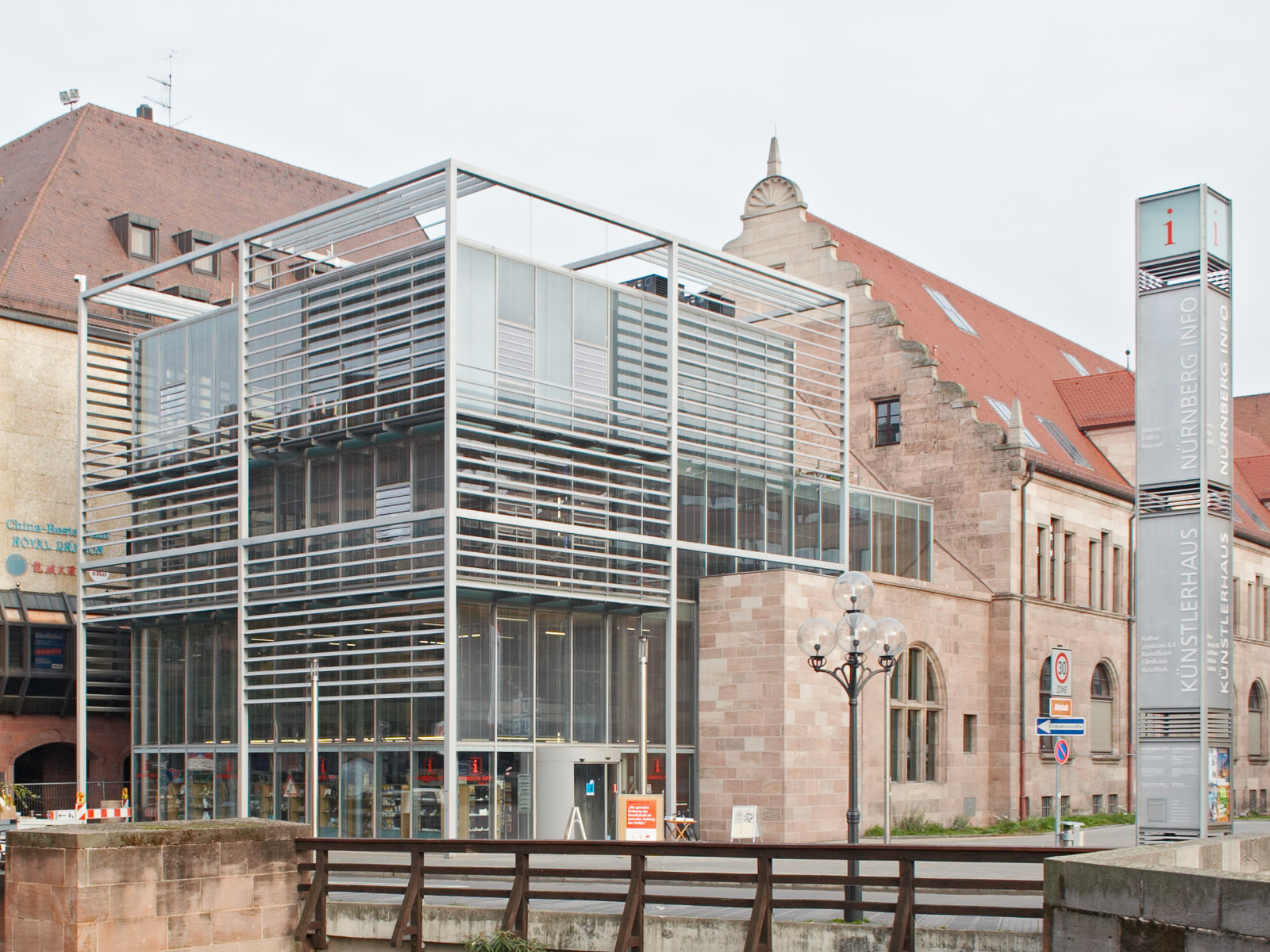
Eingang zum Künstlerhaus vom Bahnhofsplatz

Im Januar 2008 wurde das Kulturzentrum mit den benachbarten Einrichtungen der Kunsthalle Nürnberg, der Tafelhalle, dem St. Katharina Open Air und der Kunstvilla zum KunstKulturQuartier zusammengeschlossen. Durch diese Vernetzung verschiedener Kultursparten soll im gemeinsamen Marketing ein breiteres Publikum angesprochen werden. Das Künstlerhaus ist darin ein fest etablierter Veranstaltungsort für Musik, Tanz, Theater, Film, Ausstellungen, Literatur und Partys und zudem Spielstätte diverser Festivals, wie das NIHRFF – Nuremberg International Human Rights Film Festival, Blues will eat, Filmfestival Türkei/Deutschland und die Blaue Nacht. Es bietet ein eigenes Bildungsprogramm und mit dem Filmhauscafé auch eine Gastronomieeinrichtung, einige der initiierenden Vereine und Betriebe sind bereits in der Zeit der Selbstverwaltung entstanden. Auch zahlreiche Werkstätten, wie eine Fahrradwerkstatt, ein Fotolabor, eine Keramikwerkstatt, eine Porträtzeichengruppe, eine Schmiede, eine Schreinerei, eine Computergruppe, eine Pixelwerkstatt, eine Siebdruckerei und eine Steinwerkstatt, stehen der Allgemeinheit zur Verfügung. Da der Nordflügel von April 2019 bis  2024 saniert wurde, fand das Programm einiger Offener Werkstätten an Ausweichorten statt.

### Vereine und Betriebe im Künstlerhaus
- Die Artothek ist im Kellergeschoss des neuzeitlichen „Kopfbaus“ (auch Glasbau) des Künstlerhauses untergebracht. Dort können Originalkunstwerke von überwiegend regionalen Künstlern entliehen werden.
- Das Filmhaus ist ein kommunales Kino zur Förderung der Filmkultur. Neben den Vorführräumen bietet es diverse Filmwerkstätten an.[9]
- Der KOMM-Bildungsbereich wurde 1984 im damaligen KOMM gegründet. Er ist eine ehrenamtlich tätige Gruppe, die es sich zur Aufgabe gemacht hat, das kulturelle Leben in Nürnberg mit Ideen jenseits der gängigen Formen der etablierten Institutionen zu bereichern. Der Schwerpunkt seiner Tätigkeit liegt im Ausstellungswesen und in der politischen Jugend- und Erwachsenenbildung.[10]
- Der Musikverein Concerts versteht sich als freie Gruppe, die sich seit 1976 mit der Organisation von Konzerten, Lesungen und Partys beschäftigt. Der Musikverein ist im Ausweichquartier, der Kantine (gegenüber dem Künstlerhaus) untergebracht. Er strebt mit seinen Veranstaltungen eine Bereicherung der Nürnberger Subkultur an.[11]
- Die Werkbund Werkstatt Nürnberg ist eine private Ausbildungsstätte, welche sich seit 1987 im Gebäude des Künstlerhauses befindet. Es finden dort Vorbereitungskurse für angehende Studenten im Bereich Gestaltung statt. Das Praktikum wird von Kunsthochschulen anerkannt.